# Liste der Biografien/Kocz
Liste der Biografien |
Portal Biografien |
Personensuche
# |
A |
B |
C |
D |
E |
F |
G |
H |
I |
J |
K |
L |
M |
N |
O |
P |
Q |
R |
S |
T |
U |
V |
W |
X |
Y |
Z |
?
 
Ka |
Kb |
Kc |
Kd |
Ke |
Kf |
Kg |
Kh |
Ki |
Kj |
Kl |
Km |
Kn |
Ko |
Kp |
Kr |
Ks |
Kt |
Ku |
Kv |
Kw |
Ky |
Kx |
Kz
 
Koa |
Kob |
Koc |
Kod |
Koe |
Kof |
Kog |
Koh |
Koi |
Koj |
Kok |
Kol |
Kom |
Kon |
Koo |
Kop |
Kor |
Kos |
Kot |
Kou |
Kov |
Kow |
Kox |
Koy |
Koz
 
Koca |
Kocb |
Koce |
Koch |
Koci |
Kocj |
Kock |
Kocm |
Kocn |
Koco |
Kocs |
Koct |
Kocu |
Kocv |
Kocy |
Kocz
Die Liste der Biografien führt alle Personen auf, die in der deutschsprachigen Wikipedia einen Artikel haben. Dieses ist eine Teilliste mit 23 Einträgen von Personen, deren Namen mit den Buchstaben „Kocz“ beginnt.

## Kocz

### Kocza
- Koczalski, Raoul (1885–1948), polnischer Pianist und Komponist
- Kóczán, Mór (1885–1972), ungarischer Speerwerfer
- Koczanowa, Margarita (* 1999), belarussisch-polnische Mittelstreckenläuferin

### Kocze
- Koczelnik, Brigitte (* 1953), deutsche Sprinterin und Mittelstreckenläuferin

### Koczi
- Koczian, Alexandra von (* 1972), deutsche Schauspielerin
- Kóczián, Éva (* 1936), ungarische Tischtennisspielerin
- Koczian, Johanna von (1933–2024), deutsche Schauspielerin, Sängerin, Schriftstellerin, Hörspiel- und Synchronsprecherin
- Kóczián, József (1926–2009), ungarischer Tischtennisspieler
- Kóczián-Miskolczy, Gustav (1877–1958), österreichischer Speditionskaufmann, Filmproduzent, Autohändler und Militär
- Kocziszky, Éva (* 1953), ungarische Germanistin (Literaturwissenschaftlerin)

### Koczn
- Kocznar, Reinhard (* 1951), österreichischer Schriftsteller

### Koczo
- Koczor, Gustav (1909–1948), österreichischer Journalist, Politiker (NSDAP), Landtagsabgeordneter und Gaupressechef
- Koczor, Raphael (* 1989), polnisch-deutscher Fußballtorwart
- Koczorek, Karl-Heinz (1927–2011), deutscher Mediziner
- Koczorowski, Napoleon von (1861–1930), sächsischer und polnischer Offizier
- Koczorowski, Stefan (1910–1997), polnischer Chirurg, Hochschullehrer in Lemberg und Breslau
- Koczorski, Norbert (1953–2018), deutscher Mail Art-Künstler

### Koczu
- Koczur, Anton (1941–2016), österreichischer Politiker (SPÖ), Mitglied des Bundesrates

### Koczw
- Koczwara, Werner (* 1957), deutscher KabarettistWerner Koczwara (* 1957)

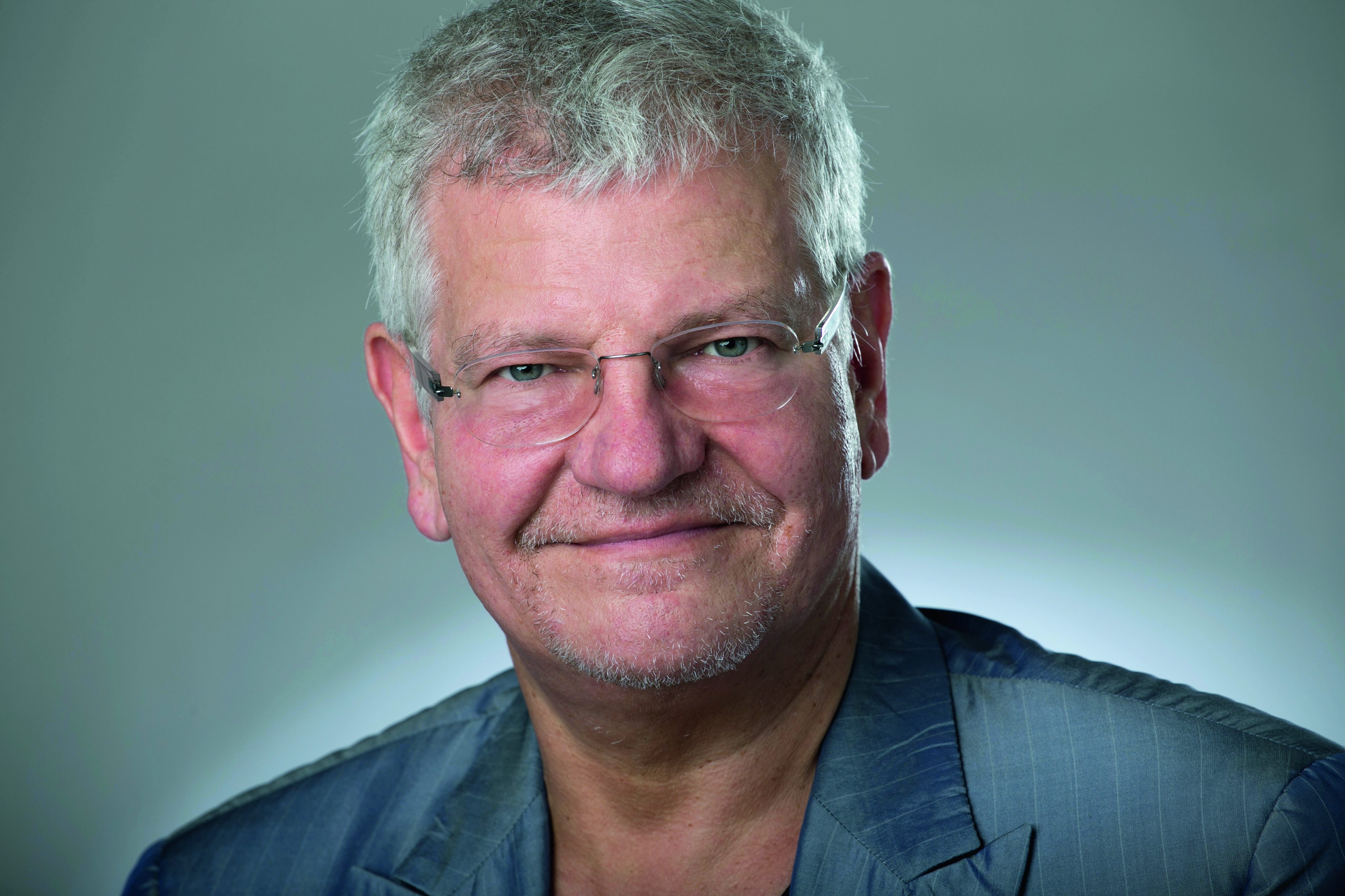
Werner Koczwara (* 1957)

### Koczy
- Koczy, Rosemarie (1939–2007), deutsch-US-amerikanische Künstlerin
- Koczy, Ute (* 1961), deutsche Politikerin (Bündnis 90/Die Grünen), MdL, MdB
- Koczyk, Hermann (1868–1942), deutscher Fotograf
- Koczynski, Kathrine (* 1980), US-amerikanische Skeletonpilotin